# I Miss You (Haddaway-dal)
Az I Miss You című dal a német származású eurodance előadó Haddaway 3. kimásolt kislemeze debütáló The Album című albumáról. A dal 1993 végén jelent meg, kiadója a Coconut kiadó volt. Remixet a Alex Trime and Delgado készített hozzá. 
A dal nem ért el kimagasló slágerlistás helyezést, az Egyesült Királyságban és Finnországban 9. és 4. helyezést érte el. A korábbi What Is Love című debütáló slágert nem tudta túlszárnyalni. 

## Megjelenések
12"  Franciaország Scorpio Music 190 537-1
- A - I Miss You (12" mix) - 5:16
- B - I Miss You (club mix) - 5:23

## Slágerlisták
| Slágerlista (1994)                           | Legjobb helyezés |
| -------------------------------------------- | ---------------- |
| Ausztrália (ARIA)                            | 44               |
| Ausztria (Ö3 Austria Top 40)                 | 11               |
| Belgium (Ultratop 50 Flanders)               | 26               |
| Finland (Suomen virallinen lista)            | 4                |
| Franciaország (Single Top 100)               | 16               |
| Németország (Media Control Charts)           | 18               |
| Ireland (IRMA)                               | 13               |
| Hollandia (Top 40)                           | 21               |
| Svédország (Sverigetopplistan)               | 36               |
| Svájc (Schweizer Hitparade)                  | 17               |
| United Kingdom (The Official Charts Company) | 9                |